# Новак Валентина Володимирівна
Валентина Володимирівна Но́вак (нар. 17 серпня 1960, Старе Село) — українська художниця; член Спілки художників України з 1992 року.

## Біографія
Народилася 17 серпня 1960 року в селі Старому Селі (нині Сумський район Сумської області, Україна). 1980 року закінчила факультет художньої кераміки Миргородського керамічного технікуму, була ученицею Сергія Мисака.
Протягом 1981—1988 років працювала бутафором-декоратором у Сумському обласному театрі драми та музичної комедії імені Михайла Щепкіна; у 1988—1090 роках — художником-оформлювачем у сумському магазині «Новинка»; у 1990—1995 роках — головним художником Сумського обласного управління торгівлею; у 1995—2001 роках — художником в Сумському обласному художньому фонді.
Мешкає в Сумах, в будинку на вулиці Черепіна, № 68-А.

## Творчість
Працює у галузі станкового живопису. У імпресіоністичній манері створює пейзажі, натюрморти. Серед робіт:
- «Автопортрет» (1980);
- «Іриси» (1987);
- «Бузок» (1990);
- «Хризантеми» (1990);
- «Прийшла весна» (1991);
- «Незабутній» (1991);
- «Білий натюрморт» (1992);
- «Берег річки Псел» (1992);
- «Гармонія душі» (1992);
- «Голуб і голубка — чоловік і жінка» (1992);
- «Квіти» (1993);
- «Мій сад» (1994);
- «Симфонія квітів» (1997);
- «Веселі хлоп'ята» (1998);
- «Архангел Гавриїл» (1998);
- «Троїцький собор» (1998);
- «З літа до осені» (1999);
- «Самотність» (1999);
- «Світ і Всесвіт» (2001);
- «Ресторан на березі Псла» (2001);
- «Море» (2002);
- «Небесні голуби» (2002);
- «Лик Ісуса Христа» (2002).

Бере участь в обласних мистецьких виставках виставках з 2001 року, всеукраїнських — з 1994 року, міжнародних — з 1991 року. Персональні виставки відбулися у Гуменному у 1987 році, Сумах у 1992, 1994 роках , Києві у 1998—2000 роках.